# Halowe Mistrzostwa Europy w Lekkoatletyce 1974 – bieg na 60 m kobiet
Bieg na 60 metrów kobiet – jedna z konkurencji biegowych rozgrywanych podczas halowych lekkoatletycznych mistrzostw Europy w hali Scandinavium w Göteborgu. Eliminacje, półfinały i bieg finałowy zostały rozegrane 10 marca 1974. Zwyciężyła reprezentantka Niemieckiej Republiki Demokratycznej Renate Stecher, która była już mistrzynią w tej konkurencji w 1970, 1971 i 1972. Tytułu zdobytego na poprzednich mistrzostwach nie obroniła Annegret Richter z Republiki Federalnej Niemiec, który tym razem zajęła 7. miejsce. Mona-Lisa Pursiainen z Finlandii ustanowiła w półfinale nieoficjalny halowy rekord świata czasem 7,22 s, który potem został poprawiony przez Stecher w finale rezultatem 7,16 s.

## Rezultaty

### Eliminacje
Rozegrano 4 biegi eliminacyjne, do których przystąpiło 21 biegaczek. Awans do półfinału dawało zajęcie jednego z pierwszych czterech miejsc w swoim biegu (Q).
Opracowano na podstawie materiału źródłowego.
Bieg 1
| Miejsce | Zawodniczka          | Czas | Uwagi |
| ------- | -------------------- | ---- | ----- |
| 1       | Andrea Lynch         | 7,30 | Q     |
| 2       | Nadieżda Biesfamilna | 7,38 | Q     |
| 3       | Nadine Goletto       | 7,46 | Q     |
| 4       | Renate Hoser         | 7,49 | Q     |
| 5       | Wilma Schurink       | 7,82 |       |
| 6       | Lea Alaerts          | 7,85 |       |

Bieg 2
| Miejsce | Zawodniczka       | Czas | Uwagi |
| ------- | ----------------- | ---- | ----- |
| 1       | Irena Szewińska   | 7,24 | Q,    |
| 2       | Annegret Richter  | 7,30 | Q     |
| 3       | Ludmiła Masłakowa | 7,34 | Q     |
| 4       | Ellen Strophal    | 7,45 | Q     |
| 5       | Birthe Pedersen   | 7,73 |       |

Bieg 3
| Miejsce | Zawodniczka          | Czas | Uwagi |
| ------- | -------------------- | ---- | ----- |
| 1       | Mona-Lisa Pursiainen | 7,34 | Q     |
| 2       | Linda Haglund        | 7,41 | Q     |
| 3       | Christiane Krause    | 7,45 | Q     |
| 4       | Carmen Ene           | 7,65 | Q     |
| 5       | Carmen Mähr          | 7,69 |       |

Bieg 4
| Miejsce | Zawodniczka        | Czas | Uwagi |
| ------- | ------------------ | ---- | ----- |
| 1       | Sylviane Telliez   | 7,37 | Q     |
| 2       | Renate Stecher     | 7,37 | Q     |
| 3       | Elvira Possekel    | 7,51 | Q     |
| 4       | Małgorzata Bogucka | 7,57 | Q     |
| 5       | Mieke van Wissen   | 7,70 |       |

### Półfinały
Rozegrano 2 biegi półfinałowe, w których wystartowało 16 biegaczek. Awans do finału dawało zajęcie jednego z czterech pierwszych miejsc w swoim biegu (Q).
Opracowano na podstawie materiału źródłowego.
Bieg 1
| Miejsce | Zawodniczka          | Czas | Uwagi |
| ------- | -------------------- | ---- | ----- |
| 1       | Mona-Lisa Pursiainen | 7,22 | Q,    |
| 2       | Irena Szewińska      | 7,28 | Q     |
| 3       | Linda Haglund        | 7,33 | Q     |
| 4       | Ludmiła Masłakowa    | 7,34 | Q     |
| 5       | Christiane Krause    | 7,39 |       |
| 6       | Nadine Goletto       | 7,46 |       |
| 7       | Renate Hoser         | 7,48 |       |
| 8       | Elvira Possekel      | 7,51 |       |

Bieg 2
| Miejsce | Zawodniczka          | Czas | Uwagi |
| ------- | -------------------- | ---- | ----- |
| 1       | Andrea Lynch         | 7,24 | Q,    |
| 2       | Sylviane Telliez     | 7,27 | Q     |
| 3       | Renate Stecher       | 7,27 | Q     |
| 4       | Annegret Richter     | 7,30 | Q     |
| 5       | Ellen Strophal       | 7,33 |       |
| 6       | Nadieżda Biesfamilna | 7,39 |       |
| 7       | Małgorzata Bogucka   | 7,49 |       |
| 8       | Carmen Ene           | 7,61 | NR    |

### Finał
Opracowano na podstawie materiału źródłowego.
| Miejsce | Zawodniczka          | Czas | Uwagi |
| ------- | -------------------- | ---- | ----- |
| 1       | Renate Stecher       | 7,16 | WR    |
| 2       | Andrea Lynch         | 7,17 | NR    |
| 3       | Irena Szewińska      | 7,20 | NR    |
| 4       | Mona-Lisa Pursiainen | 7,24 |       |
| 5       | Ludmiła Masłakowa    | 7,35 |       |
| 6       | Linda Haglund        | 7,35 |       |
| 7       | Annegret Richter     | 7,35 |       |
| 8       | Sylviane Telliez     | 7,37 |       |